# Parexocoetus
Parexocoetus (Bleeker, 1928) è un genere di pesci ossei marini appartenenti alla famiglia Exocoetidae.

## Distribuzione e habitat
Il genere si trova in tutti i mari e gli oceani tropicali. Nel mar Mediterraneo è presente la specie lessepsiana, P. mento.
Sono epipelagici e si incontrano soprattutto in acque costiere mentre sono rari in alto mare.

## Biologia
Come tutti gli Exocoetidae o pesci volanti sono in grado di uscire dall'acqua e di intraprendere brevi voli per sfuggire ai predatori aiutandosi con le pinne pettorali molto sviluppate.

## Tassonomia
Il genere comprende 3 specie:
- Parexocoetus brachypterus
- Parexocoetus hillianus
- Parexocoetus mento